# Philip Khokhar
Philip Khokhar (født 16. juni 1979 i København) er en dansk journalist. 
Philip Khokhar er fra sommeren 2023 DR's USA-korrespondent i Washington DC. Fra 2022 til 2023 var han Mellemøsten- og Sydasien-korrespondent. Fra september 2014 til juni 2022 har han været DR’s Asien-korrespondent bosiddende i Beijing og Shanghai. Før var han korrespondent for DR i Afghanistan fra 2013-14, hvor han boede i Kabul.
Philip Khokhar er født og opvokset i København. Hans far er oprindelig fra Pakistan, mens hans mor er fra Danmark.
Philip Khokhar er uddannet fra Danmarks Medie- og Journalisthøjskole i Aarhus i 2004. Han har siden arbejdet i DR, først som indlandsreporter og redaktør på TV-Avisen, og siden 2008 på udlandsredaktionen i DR Nyheder.
Philip Khokhar dækkede blandt andet bombningen af den danske ambassade i Islamabad i juni 2008 og terrorangrebene i Mumbai november 2008. Senere dækkede han jordskælvet i Nepal 2015. 
Som den første[kilde mangler] danske journalist rapporterede han direkte fra den nordkoreanske hovedstad Pyongyang i oktober 2015.
I Kina dækkede han især urolighederne i Hongkong, ligesom han var den eneste[kilde mangler] danske journalist i Kina da corona-epidemien begyndte i Wuhan, og Kina som det første land i verden blev lukket.
I 2018 udgav Philip Khokhar bogen Tilbage til Kabul.. Bogen skildrer flere historier fra hans 10 år med rapporteringer fra Afghanistan, og giver nye perspektiver og indblik i landets kaotiske tilstande. I 2022 udgav han bogen Rød Nat - otte år i Kina